# Alain Le Buhé
Alain Le Buhé, dit Alan Le Buhé est une personnalité de la musique bretonne né en 1939 à Quiberon. Sonneur au bagad Bleimor puis au Bagad de Lann-Bihoué, il est aussi à l'origine du Bagad Roñsed-Mor. Il est aussi président de la Bodadeg ar Sonerion de 1991 à 1998.

## Biographie
Alan Le Buhé né en 1939 à Quiberon. Ses parents s'installent en région parisienne après la Seconde Guerre mondiale. Il est découvre la musique bretonne lors de vacances dans la région, et commence à prendre des cours de musique une fois revenu à Paris. En raison du prix élevé d'une cornemuse à l'époque, il choisit d'apprendre à jouer de la bombarde, à l'âge de neuf ans. Il intègre le Bagad Bleimor, dirigé alors par Donatien Laurent, côtoie Alan Stivell et y reste jusqu'à ce que son service militaire l'amène à intégrer le Bagad de Lann-Bihoué. Au terme de celui-ci, il s'installe en Bretagne.
Une fois établi en Bretagne, il commence à sonner en couple avec de vieux sonneurs que lui recommande Yvon Palamour. Il fréquente aussi plusieurs bagadoù du Morbihan. À la demande de l'abbé Yves Le Mentec, il fonde le Bagad Arvorizion Karnag en 1964 à Carnac. Ce groupe se singularise alors par l'utilisation de biniou kozh, alors que les autres groupes de l'époque optent alors pour la grande cornemuse écossaise. En trois ans, le groupe réussi à attirer une cinquantaine de musiciens, mais Alan Le Buhé décide de quitter le groupe.
Il fonde un second bagad à Locoal-Mendon d'où est originaire sa femme, le Bagad Roñsed-Mor en 1969. Enseignant en filière technique à Josselin, il donne chaque week-end des cours de musique bretonne à Locoal-Mendon. Ses deux garçons, Hervé et Gildas, en font partie mais sa fille Nolùen intègre le bagad de Pluneret où jouent ses copines. En 2019, âgé de 80 ans, il célèbre les 50 ans de son bagad en tant que membre fondateur.
Membre de l'assemblée des sonneurs Bodadeg ar Sonerion, Alain Le Buhé est d’abord responsable des sonneurs en couple avant d'occuper le poste de président de l'association, de 1991 à 1998.
Collectionneur d'instruments depuis 1958, il se passionne pour les caractéristiques et filiations des différentes cornemuses et hautbois provenant de Bretagne, de France et du monde entier. En 2009, il engage la mise en place d'un musée vivant, fixe et itinérant, autour de cette collection, à des fins pédagogiques et culturels. L'association qu'il créé, Dasson An Awel (« l'écho du vent »), organise des animations pédagogiques, des recherches et des expositions dès 2009 lors du festival interceltique.

## Sources